# Alfred Vogel (Mediziner)

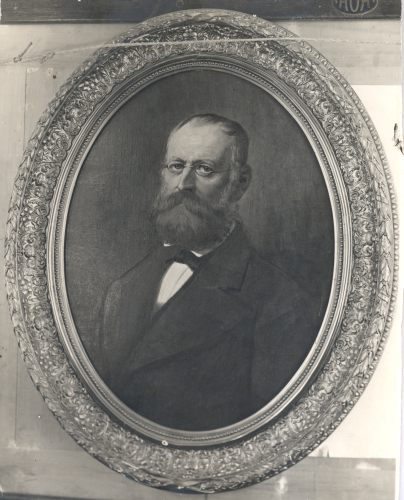
Alfred Vogel

Alfred Vogel (* 31. März 1829 in München; † 9. Oktober 1890 ebenda) war ein deutscher Pädiater.

## Leben
Alfred Vogel war der Sohn des Chemikers Heinrich August von Vogel und legte 1846 das Abitur am Wilhelmsgymnasium München ab. ab. Er begann das Studium der Medizin an der Ludwig-Maximilians-Universität und wurde 1847 Mitglied des Corps Franconia München. Als Inaktiver wechselte er an die Friedrich-Wilhelms-Universität zu Berlin und später an die Julius-Maximilians-Universität Würzburg. 1852 wurde er in München zum Dr. med. promoviert. Von 1852 bis 1855 bei Karl von Pfeufer, der sich in seiner Dissertation mit demselben Thema wie Vogel in der seinen befasst hatte, als Assistenzarzt tätig, habilitierte er sich 1855. Ab 1865 wirkte Vogel als außerordentlicher Professor in München, doch wurde er im darauffolgenden Jahr als Ordinarius und Leiter der Medizinischen Klinik an die Universität Dorpat berufen. 1886 legte er sein Amt in Dorpat nieder. Er kehrte nach München zurück, wo er im Folgejahr zum Honorarprofessor und zum Vorstand der pädiatrischen Universitätspoliklinik ernannt wurde. Vogel war seit 1862 mit der Sängerin Josefine Hefner verheiratet. Der Agrikulturchemiker August Vogel war sein Bruder. Mit 61 Jahren gestorben, wurde Alfred Vogel im Familiengrab auf dem Alten Südlichen Friedhof München (Neue Abteilungen 29-01-04) bestattet.

## Schriften (Auswahl)
- Lehrbuch der Kinderkrankheiten. 1860; ab 9. Auflage (1887) herausgegeben von Philipp Biedert (Auflage von 1894, Online-Zugriff über die Open Library).